# Diecéze Teggiano-Policastro
Diecéze Teggiano-Policastro (latinsky Dioecesis Dianensis-Policastrensis) je římskokatolická nemetropolitní arcidiecéze v Itálii, která je součástí salernské církevní provincie, tvořící součást církevní oblasti Kampánie. Katedrálou je kostel P. Marie Větší v Teggianu, konkatedrála v Policastru je zasvěcena Nanebevzetí P. Marie.

## Stručná historie
Diecéze Policastro má své počáty jako diecéze Bussento již někdy v 5. století, v 8. stoeltí zanikla, ale byla obnovena jako diecéze Policastro roku 1058. Diecéze v Dianu byla zřízena v roce 1850. Město Diano změnilo v roce 1882 název na Teggiano. Obě diecéze byly sjednoceny in persona episcopi v roce 1980, plně v roce 1986.